# Équipe des Fidji féminine de rugby à XV
L'équipe des Fidji féminine de rugby à XV est l'équipe nationale de rugby à XV des Fidji.
Après avoir brillé au rugby à sept aux Jeux olympiques, les Fidjiennes participent à leur première Coupe du monde lors de l'édition 2021.

## Histoire
Pour leur premier match en Coupe du monde, les Fijianas affrontent l'Angleterre, équipe favorite du tournoi et s'inclinent sur le score de 84 à 19, montrant un rugby intense et spectaculaire. Face à l'Afrique du Sud, elles remportent leur première victoire dans la compétition.
En 2023, elles participent à la première édition du WXV et se classent deuxièmes derrière l'Irlande.
En 2024, les Fidjiennes remportent le Championnat d'Océanie, ce qui les qualifie directement pour la Coupe du monde 2025 en Angleterre, leur deuxième. Au mois d'octobre, elles finissent à la quatrième place du WXV.
En février 2025, le Gallois Ioane Cunnigham (en), démissionnaire suite au scandale de harcèlement au sein de l'équipe nationale galloise, devient le nouveau sélectionneur. 

## Palmarès
- Vainqueurs du Championnat d'Océanie en 2016, 2018, 2022, 2024 et 2025

| Édition | Lieu(x)          | Bilan          |
| ------- | ---------------- | -------------- |
| 1991    | Pays de Galles   | Pas invitées   |
| 1994    | Écosse           | Pas invitées   |
| 1998    | Pays-Bas         | Pas invitées   |
| 2002    | Espagne          | Pas invitées   |
| 2006    | Canada           | Pas invitées   |
| 2010    | Angleterre       | Non qualifiées |
| 2014    | France           | Non qualifiées |
| 2017    | Irlande          | Non qualifiées |
| 2021    | Nouvelle-Zélande | 3e poule C     |
| 2025    | Angleterre       |                |

## Sélectionneurs
| Années    | Sélectionneur        |
| --------- | -------------------- |
|           | Seremaia Bai         |
| 2020-2022 | Senirusi Seruvakula  |
| 2023      | Inoke Male           |
| 2024      | Mosese Rauluni       |
| 2025-     | Ioane Cunnigham (en) |